# Dinette
En dinette er et navn, som ofte benyttes om en siddegruppe i en campingvogn eller autocamper, hvor bordet hænger fast på væggen mellem bænkene.
| Møbler og inventar | Spire Denne artikel om møbler og inventar er en spire som bør udbygges. Du er velkommen til at hjælpe Wikipedia ved at udvide den. |